# Бачевци (Ваљево)
Бачевци су насељено место града Ваљева у Колубарском округу. Према попису из 2022. било је 262 становника.

## Географија

### Рељеф и земљиште
Село Бачевци налази се на територији града Ваљева, јужно од самог града, на удаљености 11 или 22 километра, идући ужичким или локалним бачевачким путем. Село се простире на северном платоу или висоравни Маљенске подгорине. Предели Бачеваца, са највишим врхом, Бачевачким висом, од 891 m и најнижом тачком села у кориту реке Суваје од 323 m, имају просечну надморску висину од 612 m.
Површински, Бачевци су друго највеће село на територији града Ваљева. Висораван на којој се село простире названа је Бачевачке планине или Велика чубрица. Познатија брда су Велики вис, Мали вис, Кисавац, Ниновића брдо. То је изразито крашка плоча, али је покривена травама и ниским биљкама. Због земљишта на ком се налази, Бачевци су оскудни водом, шумом и значајнијим површинама обрадивог и плодног тла. Карактеристичне за овај предео су вртаче и увале. Неке познатије вртаче су Велика вртача, Брезик, Савића вртаче, Дубока вртача и друге.
Са истока село се граничи са селима Пријездић и Равње, са југа граница иде изнад клисуре Козличке реке на обронке висоравни Дивчибара до токова Црне реке као атара Дивчибара. Са запада, село се граничи са клисуром реке Суваје, саставнице корита реке Градац, преко које гледа у село Лесковице, док је са севера атар малог села Ковачице и делом села Равње.

### Тип села
Село је разбијеног типа, површине 1906 ha 25 a и 45m².
Бачевци су такође тип старовлашког села у ком су куће груписане по фамилијама. Засеоци села смештени су по доловима, увалама и вртачама, како би се заштитили од јаких пролећних и хладних зимских ветрова.
Засеоци своја имена добијају по презименима породица која ту живе: Савићи, Обућине, Кићановићи, Ниновићи, Жарковићи, Крстићи, Пантелићи, Ђурићи, Табаковићи, Гавриловићи, Мишковићи, Радовановићи, Ђоковићи.

### Воде
На целој Бачевачкој висоравни нема језера. Неколико малих извора који често пресушују, Муслук и Пантелића бунарић, налазе се у долини испод Виса, од којих теку у Дубоки поток. Текуће воде су на самом ободу села, испод стрмих и других страва Бачевачке плоче. Са јужне стране су Буковска река и Козлица.
Буковска река настаје од Црне реке и са десне стране притеклог Хајдучког потока и Козлице. Река прелази у Сувају, која убрзо губи воду у бројним пукотинама и понорима одмах испод Великог врха. Ретко када потече вода читавим коритом до извора Градца у чије се корито улива.
Козлица настаје од Чаначког и Делиног потока.

## Етимологија имена
Бачевчани слабо знају откуда је име њиховом селу. Тек по неки држе да су прве породице овог села морале бити »бачвари«, па да се по томе прозвало њихово село. О бачевању или бачијању нису се очувале никакве успомене код сељака овог села, иако су Бачевци првобитно сточарско насеље.

## Историја
Према усменом предању, село Бачевци је настало у време пада Деспотовине, између 1438. и 1458. године.

### Порекло становништва и оснивање села
*Напомена - следе подаци из књиге IV, „Насеља српских земаља“ објављене од Јована Цвијића 1907. године у Београду:
Најстарија породица у селу сматра се Бадића. За њих се држи да су основали село, да су у најстарије доба били у јарузи Дубоког потока па су, не зна се када, изашли на садашње место. Бадића је некад било много породица, па су се неке иселиле, неке замрле, а и ове што су сад у селу на умору су. У овој породици живео је неки Обрад, прозван Бада, крајем XVIII и почетком XIX столећа, по коме се и ови данашњи зову Бадићи. О њему су се причале читаве легенде, из којих се највише види да је знатно утицао на насељавање села, као и на имовно стање појединих породица. Бадићи славе Св. Николу.
Најстарији досељеници овог села су Гоге или Жарковићи. Гоге су се доселиле пред крај XVII века из села Кучина у Полимљу због крвне освете и прво се населиле поред Бадића, где их и данас има, а после преместише се у горњи део села, где чине читав џемат. Славе Св. Николу.
Некако у исто доба доселили су се у ово село данашњи Савићи из села Биоске, у Старом Влаху, досељени као и Гоге у 3 породице и насељени прво у јарузи код изумрлих Бадића, одакле их је Бада преместио у горњи крај села. Славе Св. Ђурђа.
Кад и Савићи доселили су се и Табаци са Његуша у Црној Гори. Родоначелник ове породице умео је да прави опанке и штави кожу, те је прозван Табак. Табаци су на гласу јунаци и хајдуци у турско доба, многи су помрли хајдукујући, као и у борбама на почетку XIX века. Табаци су заузели место старих Бадића у јарузи. Славе Св. Николу.
Почетком XVIII столећа досељена је из Кремана у Старом Влаху Ђурићева породица, камо се пре тога доселила из Г. Колашина у Црној Гори. У Бачевце су се доселила 3 брата: Кићан, Ђура и Пантелија (Додо), и они су се населили под Висом, где су и данас, те су били први насељеници у горњем крају села. Од Ђура су: Ђурићи, Тешићи и Бркићи; од Дода: Пантелићи и Додовићи, а од Кићана: Кићановићи и Спакићи. Славе Светог Јована.
Кад и Ђурићи досељени су и Мишковићи. Од Мишковића доселила су три брата: Мишко, Радојица и Нино, и они су досељени подељени из Обарде у Полимљу, одакле су прво прешли у Ојковицу у Старом Влаху, па тек одатле сишли у ово село и населили се у јарузи испод Бадића. Славе Св. Јована.
После аустријске окупације ових крајева дошли су у село Обућине, досељени из Г. Колашина и насељени прво код Гога и Бадића у доњем крају села, па неки деобом преместили се у Ђуриће у горњи крај, а неки остали у Бадићима. Обућине су досељени као сточари; неки су се одселили и на Рудник. Славе Св. Ђурђа.
После Кочине крајине доселио се у ово село некакав Неша Терзија из села Биоске у Старом Влаху. Њега је стари Бада населио на Ластри, где су му данас потомци, прозвани по њему, Терзићи; зову се Терзићи и Петровићи, славе Св. Алимпија.
Кад се Неша доселио, доселили су се у ово село и данашњи Латићи, Нинковићи, Крстићи и Николићи, звани Окрајчани. И њих је Бада населио у искрају села, дубоко у планини до Чубрице. Окрајчана је било у први мах две породице, славе Св. Ђурђа. Доселили су се из Јабланице у Старом Влаху.
Новији су досељеници (податак из 1907): Мијаиловић доселио се из суседног села Лесковица и призетио се у Бадиће. Слави Св. Јована и Св. Николу.- Милановић је из Осата у Босни доселио се као мајстор и призетио у Бадиће, слави Св. Николу.- Кулинчевић је из Лесковица од истоимене породице, призетио се у Бадиће, слави Св. Николу, а своју славу напустио.
*ПОДАЦИ УНЕТИ ИЗ ОВЕ КЊИГЕ ЗАВРШАВАЈУ СЕ 1907. ГОДИНОМ, ТАКО ДА НИКАКО НЕ ОДРАЖАВАЈУ СЛИКУ ПОРЕКЛА И РАЗВОЈА СТАНОВНИШТВА НАКОН ПОМЕНУТЕ ГОДИНЕ, У НАРЕДНОМ, ВЕЋ ДУЖЕ НЕГО СТОГОДИШЊЕМ ПЕРИОДУ!

### Црква и знаменитости села

#### Црква
Црква у Бачевцима је тренутно у изградњи. Изградња храма Свете Тројице је почела у пролеће 2009. године. Поред цркве налази се и звоник. На неколико метара од темеља нове цркве са друге стране пута, налази се Молитва, где су се људи пре изградње цркве окупљали на дан Светих Духова, када је слава села. Сада се освештавање водице и молитва на дан славе обављају код темеља цркве. Слава села је такође и преслава свих становника. Собзиром да није било свештеника, село припада црквеној заједници у Драчићу. Кад су била крштења, обреди везани за сахране и друго, свештеници су долазили из Драчића у Бачевце да обаве све те обреде, док су се венчања обављала у цркви у Драчићу.
У селу готово сваки заселак има своје гробље. Гробља су на мањој или већој удаљености од засеока.

#### Знаменитости
У селу постоје и споменици крајпуташи. Они се налазе на ободу школског дворишта и подигнути су ратницима из Првог светског рата, који су изгубили животе на путевима страдања српске војске. У засеоку Обућине, постоји споменик борцу из Другог светског рата, Обрену Николићу, који потиче из тог краја.
Према књизи „Насеља српских земаља“ издате 1907. год. у Београду наводи се још неколицина историјских знаменитости овог села, премда је њихов статус данас непознат! Реч је о следећим старинама села:
1. На врху Ластре, са десне стране окружног друма, налазе се некакве сувозидине, остаци некакве, по мишљењу сељака, куле Турчина, спахије овог села.
2. При врху Ластре, испод горњих зидина, налази се неко местанце, које се зове „Караула“, за које се мисли да је на њему била погранична аустријска кула, кад је село било под аустријском управом у првој половини XVIII столећа.[7]
3. У Доњим Бачевцима, где су 1907. биле куће Бадића, налазе се многа напуштена уздигнута места, за које се држи да су биле старе куће некадашњег првог села, које се доцније поместило из овог места.[8]

## Развој становништва
Према харачким тефтерима Бачевци (код Вука „Баћевци“) имали су 28 домова са 41 породицом и 108 харачких лица. Према попису од 1866. год. било је 81 дом. са 632 становника, докле је према попису из 1874. год. било 88 домова са 691 становником. Према попису из 1884. године било је 104 дома са 720 становника, докле је према попису из 1890. било 100 домова са 790 становника. Према попису из 1900. год. било је 122 дома са 924 становника.

## Демографија
У насељу Бачевци живи 436 пунолетних становника, а просечна старост становништва износи 47,2 година (46,8 код мушкараца и 47,6 код жена). У насељу има 174 домаћинства, а просечан број чланова по домаћинству је 2,90.
Ово насеље је у потпуности насељено Србима (према попису из 2002. године), а у последња три пописа, примећен је пад у броју становника.
Тенденција рађања у последњих 10 година је у великом паду, јер нема пуно млађег становништва који су у могућности да оставе потомство. Сво млађе становништво се углавном иселило и живи у Ваљеву, а мањи број је у Београду. Страна земља у коју се трајно иселило становништво је Француска, а има и мало становништва који су у Немачкој. Стопа смртности становника је у великом порасту. У селу је велики број старачких кућа. Бар по један члан породице је старији од 70 година. Закључаних кућа има доста. Број деце се драстично смањио. Мештани у шали кажу да не памте кад су последњи пут видели тек рођено дете у селу.
|  |

| Демографија | Демографија | Демографија |
| Година      | Становника  | Становника  |
| ----------- | ----------- | ----------- |
| 1948.       | 1.205       |             |
| 1953.       | 1.207       |             |
| 1961.       | 1.074       |             |
| 1971.       | 902         |             |
| 1981.       | 748         |             |
| 1991.       | 589         | 588         |
| 2002.       | 505         | 506         |

| Етнички састав према попису из 2002.‍ | Етнички састав према попису из 2002.‍ | Етнички састав према попису из 2002.‍ | Етнички састав према попису из 2002.‍ | Етнички састав према попису из 2002.‍ |
| ------------------------------------ | ------------------------------------ | ------------------------------------ | ------------------------------------ | ------------------------------------ |
|                                      |                                      |                                      |                                      |                                      |
| Срби                                 | Срби                                 |                                      | 505                                  | 100,0%                               |
| непознато                            | непознато                            |                                      | 0                                    | 0,0%                                 |

## Привреда

### Пољопривреда
Занимање становништва у Бачевцима условљено је природном средином, па је оријентисано на сточарство и земљорадњу. Људи гаје скоро све врсте воћа, поврћа и житарица за своје отребе, као и за продају на велико и мало. Од поврћа гаји се парадајз, краставац, пасуљ, лук, кромпир, грашак, боранија, шаргарепа, итд. Сво поврће успева, али са мањим или већим закашњењем у односу на остала подручја, што је условљено тренутном климом и надморском висином села. Од житарица се гаје кукуруз, пшеница, овас, јечам, док сунцокрет и соја нису заступљени. Због брдовитих и неприступачних предела на којима се налазе Бачевци овде је земљиште обрађивано уз помоћ коња и волова који су служили за вучу пољопривредних алата. Међутим данас се они ретко могу видети на њивама. Сада се земља углавном обрађује тракторима и савременом механизацијом, а неприступачни делови углавном су пошумљени.
Од стоке се највише гаје краве и овце, затим свиње и кокошке. Коњи и козе се могу видети на пољима, али њих има мало. Скоро свака породица има краве и овце. Један део становништва од добијеног млека прави сир и кајмак који продаје углавном на пијаци, док други део, млеко продаје Имлеку. У селу постоје 4 места где се свакодневно врши откуп млека.
Већи део становништва овог села се бави воћарством, јер је терен погоднији за узгој воћа, него за поврће и житарице. Овај крај је познат по шљивама и јабукама, а нарочито по малинама и купинама. Јагоде и друго воће се такође гаје, али у мањим количинама, углавном за личне потребе. Воће се најчешће продаје свеже на велико или се прерађује и продаје у виду сока, ракије, пекмеза или се пак суши.

#### Земљорадничка задруга и сеоски дом
Прва земљорадничка задруга у Бачевцима основана је после Другог светског рата и шездесетих година прошлог века је припојена земљорадничкој задрузи Драчић. 1994. године оснива се поново и успешно функционише све до 1999. када престаје са активним радом. Данас земљорадничка задруга Бачевци постоји само на папиру, она није отишла у стечај, али нема никаквих активности. Зграда у којој је била смештена задруга био је сеоски дом, који се састојао од пар великих сала, продавница, магацина, бифеа и неколико канцеларија.
Дом је направљен давне 1946/8. године, али се током дугих година неупотребе и неодржавања срушио крајем седамдесетих година прошлог века. Нови дом село је добило 1985. године када је војска финансирала изградњу око 15 домова за села ваљевског краја. Ти домови су дати селима на коришћење, а у случају рата, користили би као војно складиште. Нажалост и новом дому прети историја старог. Услед неодржавања оштећени су прозори фасада и кров.

### Прављење креча
Традиционално прављење креча, по коме је ово село од давнина познато, сада је реткост којом се бави свега пар породица у селу. Некада је скоро свака кућа у селу имала кречану и зарађивала за живот производећи креч, који је био доброг квалитета. Доласком савремених производа, полако је прављење креча изумирало, па је нажалост од те традиције данас остала само шала на рачун Бачевчана и њихових кречана.

### Трговина
У селу, тренутно постоји само једна продавница, у којој се могу наћи прехрамбени производи за најосновније потребе становништва, као и за прехрану стоке.
Ресторани, кафане, бифеи, хотели нису део сеоског амбијента.

## Саобраћај
Поред села са западне стране данас пролази значајан регионални пут Ваљево-Ужице, а у клисури Градац-Суваја пролази пруга Београд-Бар. Од данашњег ужичког пута на десетом километру од Ваљева, постоји главни или окружни пут кроз Бачевце. Окружни пут био је неприкладан за већи саобраћај, па је трасиран данашњи главни пут за Ужице. Најстарији пут од Ваљева за Бачевце је водио из Бранговића, преко Млађева, кроз заселак Стојановића.
Главни пут је асфалтиран, за разлику од прилаза самом селу. Путеви су земљани, неасфалтирани и прилично су непроходни, нарочито после кише или снега.
Овде се налази Железничка станица Ластра.

## Школство
У селу постоји школа у којој се школују деца која живе на селу, али има и деце са стране. Деца школског узраста из засеока Стојановића, ишла су у прва четири разреда у основну школу у Бачевце. Школа је основана 1922. године. Данас носи име Драгољуба Илића, брата сестара Илић и првог учитеља школе из села Драчић чији је огранак школа у Бачевцима.
У овој школи, ђаци се школују од првог до четвртог разреда. За стицање нових знања и информација, након завршене школе у Бачевцима, деца су у обавези да наставе школовање, до осмог разреда, у основној школи у Драчићу. До школе у Драчићу, деца из Бачеваца одлазе организованим школским аутобусом.
Неписмених људи и деце скоро да нема. Ако се не рачунају старије жене које нису имале право на образовање пре силних ратова који су задесили нашу земљу, неписмених људи у овом селу нема. Са њима, то је око 2% неписмених људи у читавом селу.
Обданишта у селу не постоје. Децу углавном чувају старији код куће.

## Управа
Месна канцеларија у Бачевцима ради још од пре Другог светског рата. У њој се могу добити документа као што су изводи, разне потврде. Рад канцеларије у Бачевцима зависи од рада Месне канцеларије у Драчићу, која је главна за ту област и пружа податке за шире потребе.

## Здравство
у Драчићу ради амбуланта, али ако постоје неки здравствени проблеми, мештани се обраћају лекарима у Здравственом центру у Дому здравља у Ваљеву.
Ветеринарску амбуланту у селу немају, али ни у суседном Драчићу. За проблеме са стоком, мештани се обраћају ветеринарима из Ваљева, који долазе по потреби.

## Култура
Дом културе у селу не постоји. Постоји сеоски дом, где су се некад одржавале игранке, представе, вашари, али тај објекат се већ дуже време не користи. Данас је остала само празна зграда без икакве функције.
У селу данас није заступљена никаква уметност, ни модерна, ни народна. Последња је некад била заступљена, данас не. Библиотеку село има у оквиру школе, али имају само књиге које су неопходне ученицима од првог до четвртог разреда. Библиотека поседује врло мали број књига које не спадају у школску литературу.

## Спорт
Бачевци не поседују спортски клуб, игралиште нити ишта слично. С обзиром на то да је деце у селу мало, када су заједно, друже се и играју најчешће у пространом школском дворишту или испред својих кућа. За време летњих и зимских распуста, у село дођу деца чије баке и деке живе ту, па село тада изгледа живље и богатије.

## Даљи демографски подаци
| Година пописа     | 1948. | 1953. | 1961. | 1971. | 1981. | 1991. | 2002. |
| ----------------- | ----- | ----- | ----- | ----- | ----- | ----- | ----- |
| Број домаћинстава | 210   | 206   | 212   | 212   | 216   | 184   | 174   |

| Број чланова      | 1  | 2  | 3  | 4  | 5  | 6  | 7 | 8 | 9 | 10 и више | Просек |
| ----------------- | -- | -- | -- | -- | -- | -- | - | - | - | --------- | ------ |
| Број домаћинстава | 42 | 58 | 15 | 20 | 19 | 15 | 3 | 2 | 0 | 0         | 2,90   |

| Пол    | Укупно | Неожењен/Неудата | Ожењен/Удата | Удовац/Удовица | Разведен/Разведена | Непознато |
| ------ | ------ | ---------------- | ------------ | -------------- | ------------------ | --------- |
| Мушки  | 227    | 59               | 143          | 22             | 2                  | 1         |
| Женски | 224    | 23               | 141          | 58             | 1                  | 1         |
| УКУПНО | 451    | 82               | 284          | 80             | 3                  | 2         |

| Пол    | Укупно                    | Пољопривреда, лов и шумарство | Рибарство                            | Вађење руде и камена | Прерађивачка индустрија       |
| ------ | ------------------------- | ----------------------------- | ------------------------------------ | -------------------- | ----------------------------- |
| Мушки  | 133                       | 67                            | 0                                    | 3                    | 8                             |
| Женски | 53                        | 47                            | 0                                    | 0                    | 1                             |
| УКУПНО | 186                       | 114                           | 0                                    | 3                    | 9                             |
| Пол    | Производња и снабдевање   | Грађевинарство                | Трговина                             | Хотели и ресторани   | Саобраћај, складиштење и везе |
| Мушки  | 1                         | 24                            | 2                                    | 1                    | 7                             |
| Женски | 0                         | 0                             | 2                                    | 0                    | 0                             |
| УКУПНО | 1                         | 24                            | 4                                    | 1                    | 7                             |
| Пол    | Финансијско посредовање   | Некретнине                    | Државна управа и одбрана             | Образовање           | Здравствени и социјални рад   |
| Мушки  | 0                         | 1                             | 0                                    | 0                    | 4                             |
| Женски | 0                         | 0                             | 0                                    | 1                    | 0                             |
| УКУПНО | 0                         | 1                             | 0                                    | 1                    | 4                             |
| Пол    | Остале услужне активности | Приватна домаћинства          | Екстериторијалне организације и тела | Непознато            | Непознато                     |
| Мушки  | 4                         | 0                             | 0                                    | 11                   | 11                            |
| Женски | 0                         | 0                             | 0                                    | 2                    | 2                             |
| УКУПНО | 4                         | 0                             | 0                                    | 13                   | 13                            |

## Галерија
- Бачевци - панорама
- Бачевци - панорама
- Бачевци - панорама
- Бачевци - панорама
- Бачевци - панорама
- Бачевци - панорама
- Бачевци - панорама
- Бачевци - панорама
- Бачевци - панорама
- Бачевци - панорама
- Бачевци - панорама
- Бачевци - панорама